# Мария Луиза Альбертина Лейнинген-Дагсбург-Фалькенбургская
Мария Луиза Альбертина Лейнинген-Дагсбург-Фалькенбургская (нем. Maria Luise Albertine von Leiningen-Dagsburg-Falkenburg; 16 марта 1729, Обригхайм — 11 марта 1818, Нойштрелиц) — известная как «принцесса Георг», была наследницей баронства Бройх, а впоследствии — женой принца Георга Вильгельма Гессен-Дармштадтского. Бабушка и воспитательница принцессы Луизы, ставшей позднее королевой Пруссии.
Мария Луиза является предком по женской линии королевы Маргрете II Датской, королевы Беатрикс Нидерландской, короля Альберта II Бельгийского и короля Харальда V Норвежского.

## Биография
Мария Луиза Альбертина была дочерью графа Кристиана Карла Рейнхарда Лейнинген-Дагсбург-Фалькенбургского (1695—1766) и его жены графини Катарины Поликсены Сольмс-Рёдельхеймской (1702—1765). После смерти отца она стала наследницей баронства Бройх, и вместе с архитектором Николя де Пигаж приступила к восстановлению и расширению замка. 1806 правительство Бройха было распущено Наполеоном, а в 1815 году земли Бройха были присоединены к Пруссии.
16 марта 1748 года в Хайдесхайме-на-Рейне она вышла замуж за принца Георга Вильгельма Гессен-Дармштадтского, брата правящего ландграфа Людвига IX Гессен-Дармштадтского. Так как Людвиг IX в основном проживал в Пирмазенсе, после смерти его жены в 1774 году Мария Луиза Альбертина посчитала своей обязанностью официально представлять ландграфство в его столице Дармштадте.
Её дочери Фридерика и Шарлотта стали первой и второй супругами герцога Карла II Мекленбург-Стрелицкого. Обе умерли во время родов. Карл оставил пост генерал-губернатора в Ганновере и переехал с детьми к их бабушке в Дармштадт. Мария Луиза Альбертина была вдовой с 1782 года, она взяла на себя обязанности по воспитанию и уходу за детьми Карла.
Шарлотта не поехала с отцом в Дармштадт. В возрасте 16 лет она вышла замуж за герцога Фридриха Саксен-Гильдбурггаузенского. Их отец часто навещал своих двух сыновей, в 1787 году он переехал в Хильдбургхаузен к своей старшей дочери после того, как стал президентом Императорской кредитной комиссии.
Таким образом, Мария Луиза заботилась в основном о Луизе и её сестрах Терезе и Фридерике, которым она обустроила безопасное и во многом неформальное проживание в «Старом дворце» на рыночной площади в Дармштадте. В образовательном процессе девочек она следовала местным традициям воспитания.
В 1790 году она вместе с Луизой, Фредерикой и Георгом посетила Франкфурт, чтобы присутствовать на коронации императора Леопольда II. Они остановились у Катарины Елизаветы Гёте. В 1791 году она сопровождала подопечных в их образовательной поездке по Нидерландам.
В 1792 году Мария Луиза, бежав от наступления французской армии, забрала детей из Дармштадта, переехав к своей внучке Шарлотте в Хильдбургхаузен, где они оставались вплоть до марта 1793 года. В обратный путь в Дармштадт она проделала через Франкфурт, где была устроена встреча Луизы и её будущего мужа Фридриха Вильгельма III Прусского. В 1793 году Мария Луиза сопроводила Луизу и Фредерику в Берлин на свадьбу Фридриха Вильгельма III и Луизы.
Марию Луизу обычно описывали как великолепную женщину с теплым сердцем и веселым нравом, говорящей в основном на пфальцском диалекте. Своим подрастающим внучкам она заменила родную мать, окружив их заботой и вниманием, сумев им передать ощущение близости и теплоты.

## Дети
- Людвиг Георг Карл (27 марта 1749, Дармштадт — 26 октября 1823, Дармштадт)
  - ∞ (морганатич.) 26 января 1788, Хайльбронн, Фридерика Шмидт, «баронесса фон Гессенгайм» (24 февраля 1751, Хайльбронн — 10 сентября 1803, Хайльбронн)
- Георг Фридрих Вильгельм (15 июня 1750, Дармштадт − 2 июля 1750, Дармштадт)
- Фридерика Каролина Луиза (20 августа 1752, Дармштадт — 22 мая 1782, Ганновер)
  - ∞ 18 сентября 1768, Дармштадт, герцог Карл II Мекленбург-Стрелицкий (10 октября 1741, Миров — 6 ноября 1816,Нойштрелиц)
- Георг Карл (14 июня 1754, Дармштадт — 28 января 1830, Шюттрисберг (Хемниц))
- Шарлотта Вильгельмина Кристиана Мария (5 ноября 1755, Дармштадт — 12 декабря 1785, Ганновер)
  - ∞ 28 сентября 1784, Дармштадт, герцог Карл II Мекленбург-Стрелицкий (1741—1816)
- Карл Вильгельм Георг (16 мая 1757, Дармштадт — 15 августа 1797, Дармштадт)
- Фридрих Георг Август (21 июля 1759, Дармштадт — 19 мая 1808, Гросс-Герау)
  - ∞ (морганатич.) 4 сентября 1788, Грисхайм, Каролина Луиза Саломея Ситц, «баронесса фон Фридрих» (24 июня 1768, Дармштадт — 20 июня 1812, Дармштадт)
- Луиза Генриетта Каролина (15 февраля 1761, Дармштадт — 24 октября 1829, Ауэрбах)
  - ∞ 19 февраля 1777, Дармштадт, ландграф Людвиг X Гессен-Дармштадтский, впоследствии великий герцог Гессенский и Прирейнский (14 июня 1753, Пренцлау — 6 апреля 1830, Дармштадт)
- Августа Вильгельмина Мария (14 апреля 1765, Дармштадт — 30 марта 1796, Рорбах-на-Неккаре)
  - ∞ 30 сентября 1785, Дармштадт, герцог Максимилиан I Иосиф Цвейбрюккенский, впоследствии король Баварии (27 мая 1756, Мангейм — 13 октября 1825, замок Нимфенбург)